# Efeito Ferranti
Em eletricidade, o efeito Ferranti é um aumento da tensão ao longo da linha de transmissão. Na ausência de compensação reativa, a tensão de regime no final da linha de transmissão é sempre maior do que no início.

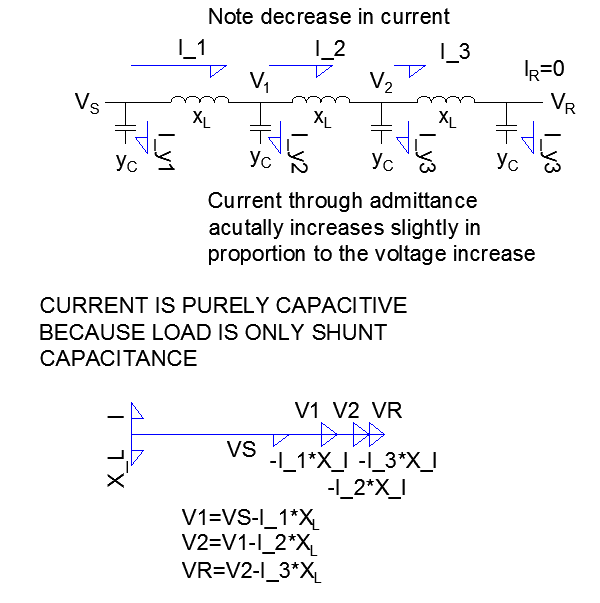
Ilustração sobre o efeito Ferranti; aumento da tensão através da indutância da linha

Isso foi observado pela primeira vez durante a instalação de cabos subterrâneos no sistema de distribuição de energia CA de 10.000 volts de Sebastian Ziani de Ferranti em 1887.
A corrente de carga da linha capacitiva produz uma queda de tensão na indutância da linha que está em fase com a tensão do final do envio, assumindo uma resistência de linha desprezível. Portanto, tanto a indutância quanto a capacitância da linha são responsáveis por esse fenômeno. Isso pode ser analisado considerando a linha como uma linha de transmissão onde a impedância da fonte é menor que a impedância da carga (não terminada). O efeito é semelhante a uma versão eletricamente curta do transformador de impedância de quarto de onda, mas com menor transformação de tensão.
O efeito Ferranti é mais perceptível quanto mais longa a linha e maior a tensão aplicada. O aumento relativo da tensão é proporcional ao quadrado do comprimento da linha e ao quadrado da frequência.
O efeito Ferranti é muito mais perceptível em cabos subterrâneos, mesmo em comprimentos curtos, por causa de sua alta capacitância por unidade de comprimento e menor impedância elétrica.